# Castilleja attenuata
Castilleja attenuata es una especie de planta herbácea perteneciente a la familia Orobanchaceae. Es nativa del oeste de América del Norte de Columbia Británica , y a través de California hasta Baja California, donde crece en las praderas y hábitats forestales abiertos.

## Descripción
Castilleja attenuata es una hierba anual que crece hasta unos 50 centímetros de altura. Las hojas son lineales y miden varios centímetros de largo. La inflorescencia tiene tres brácteas con puntas amarillas o blancas. Entre las brácteas emergen flores blancas difusas salpicadas de púrpura y amarillo.

## Taxonomía
Castilleja attenuata fue descrita por (A.Gray) T.I.Chuang & Heckard y publicado en Systematic Botany 16(4): 656. 1991.
Etimología
Castilleja: nombre genérico que fue otorgado en honor del botánico español Domingo Castillejo (1744-1793).
attenuata: epíteto latino que significa "débil".
Sinonimia
- Orthocarpus attenuatus A. Gray	[3]